# 松代教会
松代教会（まつしろきょうかい）は、長野県長野市松代町にあるメソジスト系の日本基督教団の教会である。
松本総吾が1877年(明治10年)に郷里の長野県松代で伝道を始める。松本が町人出身であったので、商人や町人を中心とした人物が集まる。1878年(明治11年)にはアメリカメソジスト監督教会の宣教師のジュリアス・ソーパーが松代を巡回した。また、津田仙も講演会に招かれた。
1880年(明治13年)に正式に松代美以教会が設立された。北信の唯一の教会として、東北信徒懇親会、廃娼運動、婦人会運動の重要拠点として活躍する。
1907年(明治40年)に日本メソジスト教会が発足し、同教会に所属する。
1930年(昭和6年)に松代幼稚園を開園する。